# Garcilaso de la Vega (siglo XV)
Garcilaso o más correctamente Garci Lasso de la Vega (¿?-Huéscar, 21 de septiembre de 1458) fue un caballero castellano del siglo XV, homónimo de muchos otros anteriores y posteriores.
Para otras acepciones, véase Garcilaso (desambiguación)Desam.

## Biografía
Poco se sabe sobre él. Fue el hijo tercero de doña Elvira Laso de Mendoza, hermana de don Íñigo López de Mendoza, marqués de Santillana, y de don Gómez Suárez de Figueroa, señor de Feria. Casó con doña Aldonza de Aguilar y tuvo al menos un hijo, don Garci o García, al que su abuela dejó unas casas en Écija. Fue un caballero muy querido por la nobleza y, durante una escaramuza en el campo de Huéscar, cuando con otros caballeros jóvenes había salido a buscar más valer en lucha contra los moros, no habiéndose puesto la babera de la armadura por ir más desembarazado, una flecha mora en el cuello lo mató. Contra el parecer de la nobleza, el rey don Enrique IV no concedió a su único hijo y mayorazgo la encomienda de Montizón, sino a Diego de Iranzo, hermano del encumbrado a condestable don Miguel Lucas de Iranzo, con lo que su reciente corona se empezó a atraer enemistades. Gómez Manrique, que iba con él, le dedicó un sentido planto, la Defunsión del noble caballero García Laso de la Vega, en coplas de arte mayor:
Este es aquel que sangre fazía / primero que nadie en los enemigos; / este es aquel que por sus amigos / la vida e fazienda de grado ponía; / este es aquel que tanto valía, / que nunca por çierto morir se debiera; / murió por gran falta de una babera / que por ir más suelto traer no quería. / Este jamás perdió su reposo / por grandes peligros nin fuertes temores, / antes en priesas e miedos mayores / allí se mostraba menos temeroso. / Este fue tanto en armas dichoso, / que non lo fue más el fijo mayor / del buen rey troyano, nin su matador, / por muncho que Homero lo pinte famoso...